# Lethrinus enigmaticus
Lethrinus enigmaticus är en fiskart som beskrevs av Smith, 1959. Lethrinus enigmaticus ingår i släktet Lethrinus och familjen Lethrinidae. IUCN kategoriserar arten globalt som livskraftig. Inga underarter finns listade i Catalogue of Life.